# Etuda št. 3 (Ligeti)
Etuda za klavir št. 3, »Touches bloquées« (Blokirane tipke) je delo skladatelja Györgyja Ligetija (1985).
Tako kot »Desordre«, etuda št. 1, je tudi tretja etuda zgrajena iz nepretrgane zveze osmink, le da nekatere izmed njih ne zvenijo, ker so že zaigrane kot neme dolge note v drugi roki. Ligeti se tukaj vrne k svojemu zgodnejšemu eksperimentu, drugemu stavku skladbe Monument-Selbstportrait-Bewegung iz leta 1976, katerega nove tehnike so vodile k nadaljnji raziskavi in katerega notacijski sistem se tudi pojavi v tej etudi. Čeprav pianist fizično zaigra vso neprekinjeno vrsto osmink, poslušalec sliši perforirano linijo kot od molov prežrt plašč. Slišni efekt spominja na asimetrično kompleksnost Conlona Nancarrowa in zapis sam spominja na valj mehaničnega klavirja, v katerega so zajedene majhne luknjice, ki naraščajo v številu, medtem ko se glasba nadaljuje. Neenake dolžine taktov pripomorejo k temu občutku. Čeprav etuda ni označena s časovnimi oznakami, se taktnice ujemajo s fraznimi vzorci in imajo zato (neznačilno za Ligetija) neko poudarjeno vlogo. V začetku skladbe se vrstijo 8/8 in 7/8 takti in se prilagajajo frazam, toda kmalu postane glasba tako elastična, da se takti v celoti raztezajo skoraj v vseh dolžinah od 2-22 osmink! Približno na sredini se začne vihrava epizoda, ki nam sugerira, da nam ni treba jemati vse etude tako zares -  in da ubogi pianist, ki je očitno nezmožen obdržati enakomeren tempo osmink, zdaj združi dozdevno neuspešne napore v igranju v oktavah. Tak je efekt veselo razburjenega  Poco meno presto dela (s svojimi »zamazanimi« oktavami) na strani 14 v faksimilni izdaji. 
Ključne dinamične sile, ki so na delu v tej skladbi:
1. Harmonska ekspanzija, v kateri so opisani zaporedni tonalni agregati samo zato, da bi bili spet zakriti z »blokiranjem«.
2. Postopno pojavljanje legato fraz.
3. Razvoj fragmentarnega kontrapunkta izoliranih osmink, ki so spuščene v prostor, ki je v drugi roki ostal prazen. Te staccato note kasneje prevzemajo drugačno vlogo in poudarjajo ali pa nevtralizirajo učinek akcentov, ki so nastali z naraščanjem števila legato fraz. In medtem ko izbor not na začetku posnema note v kontinuumu, kasneje doseže svojo lastno linearno samostojnost; tekstura postaja vse bolj gosta dokler na koncu vse ne »odpade stran«.
4. Prvih 17 taktov so vse neme vrzeli v kontinuumu iz samostojnih osmink. Postopno je blokiranih več not, in tekoče osminke nastopajo v parih, kasneje v trizvokih, dokler proti koncu ne postanejo dolge verige neslišnih ostinatov, ki jih začutimo ob šklepetanju prstov, ki se dotikajo lesa. Tekstura postane kot obrabljena preproga, od katere ostane samo še mreža in spominja na skeletni pogled, kjer vidimo skozi ves ostali material, kot pri Lachenmannovi glasbi.